# Ray Sings, Basie Swings
Ray Sings, Basie Swings – koncertowy album amerykańskiego muzyka Raya Charlesa, wydany w 2006 roku. Piosenki na nim zawarte zarejestrowane zostały podczas koncertów Charlesa w 1973 roku, kiedy występowała z nim orkiestra Counta Basiego, Count Basie Orchestra.

## Realizacja
Podczas gdy wokal Charlesa wypadł bardzo dobrze, tło muzyczne okazało się być słabej jakości. Dlatego też zdecydowano, iż Count Basie Orchestra w aktualnym składzie ponownie nagra to samo tło muzyczne, tyle że w studio nagraniowym. Następnie zarejestrowaną muzykę dzięki nowoczesnym technologiom wstawiono w miejsce starego tła muzycznego.

## Lista utworów
| 1.  | „Oh, What a Beautiful Morning” (Hammerstein, Rodgers) | 4:35  |
|     |                                                       |       |
| 2.  | „Let the Good Times Roll” (Moore, Theard)             | 2:57  |
|     |                                                       |       |
| 3.  | „How Long Has This Been Going On?” (Gershwin)         | 6:19  |
|     |                                                       |       |
| 4.  | „Every Saturday Night” (Hogan, West)                  | 4:05  |
|     |                                                       |       |
| 5.  | „Busted” (Howard)                                     | 2:35  |
|     |                                                       |       |
| 6.  | „Crying Time” (Owens)                                 | 3:53  |
|     |                                                       |       |
| 7.  | „I Can’t Stop Loving You” (Gibson)                    | 4:02  |
|     |                                                       |       |
| 8.  | „Come Live with Me” (Bryant, Bryant)                  | 4:10  |
|     |                                                       |       |
| 9.  | „Feel So Bad” (Johnson, Temple)                       | 4:10  |
|     |                                                       |       |
| 10. | „The Long and Winding Road” (Lennon, McCartney)       | 4:04  |
|     |                                                       |       |
| 11. | „Look What They’ve Done to My Song, Ma” (Safka)       | 2:51  |
|     |                                                       |       |
| 12. | „Georgia on My Mind” (Carmichael, Gorrell)            | 4:40  |
|     |                                                       |       |
|     |                                                       | 48:21 |
|     |                                                       |       |